# نظرية الدينامو

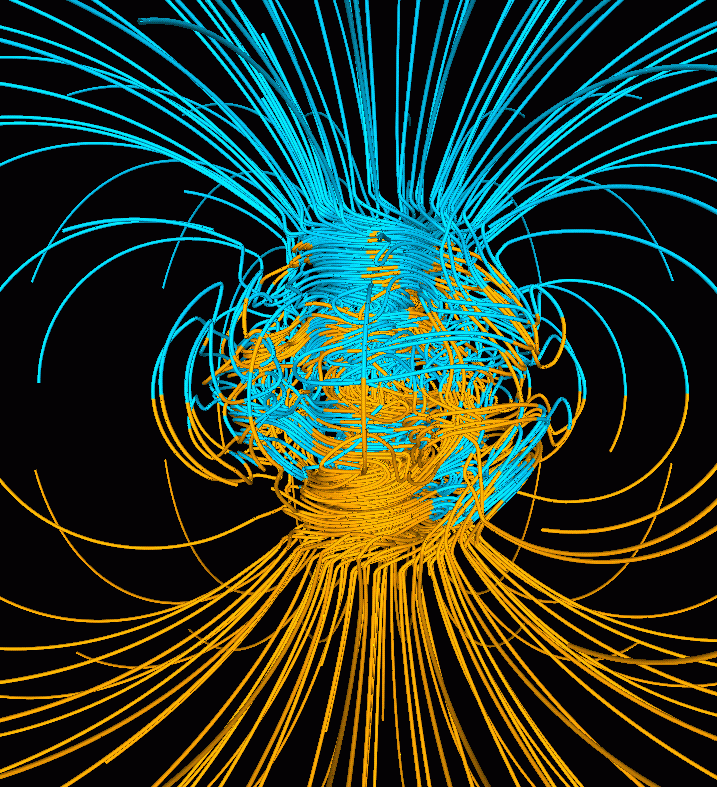

في علم فيزياء الأرض، تشير نظرية الدينامو إلى الآلية التي من خلالها يمكن لجرم سماوي مثل الأرض أو نجم توليد حقل مغناطيسي. وتصف هذه النظرية العملية التي من خلالها يمكن لأحد الموائع الدوارة والتي تنتقل الحرارة إليها وجيدة التوصيل للكهرباء البقاء في نطاق الحقل المغناطيسي على مدار فترات زمنية فلكية.

## تاريخ النظرية
عندما نشر ويليام جيلبرت كتابه المُسمى دي ماجنتا (de Magnete) في عام 1600، توصل إلى أن الأرض مغناطيسية واقترح الفرضية الأولى من نوعها عن أصل هذه المغناطيسية: المغناطيسية الدائمة المماثلة لتلك الموجودة في حجر المغناطيس. وفي عام 1919، اقترح جوزيف لارمور فكرة أن الدينامو يمكنه توليد حقل مغناطيسي. ومع ذلك، حتى بعد أن طرح فرضيته، قام بعض العلماء البارزين بطرح تفسيرات بديلة. واعتقد آينشتاين إمكانية عدم تماثل الشحنات الموجودة بـ الإلكترون والبروتون؛ وبهذا تكون المغناطيسية الأرضية سببها الأرض برمتها. وفي إطار ذلك، أجرى العالم الحائز على جائزة نوبل باتريك بلاكت سلسلة من التجارب التي يبحث من خلالها عن إمكانية وجود علاقة بين الزخم الزاوي والعزم المغناطيسي، ولكن لم يتوصل إلى وجود علاقة بينهما.
واقترح العالم والتر موريس إلساسير، الذي يعتبر «والد» نظرية الدينامو المقبولة حاليًا كتفسير يوضح المغناطيسية الأرضية، أن هذا الحقل المغناطيسي يتولد نتيجة التيارات الكهربية الناتجة بفعل النواة الخارجية السائلية للأرض. ولقد كشف عن تاريخ المغناطيسية الأرضية من خلال قيادته لدراسة تتناول الاتجاه المغناطيسي للمعادن الموجودة بالصخور.
ولكي يتم الحفاظ على ثبات الحقل المغناطيس ضد الاضمحلال الأومي (والذي يمكن أن يحدث في الحقل المغناطيسي ثنائي القطبية في فترة 20000 عام)، يلزم أن تكون النواة الخارجية قادرة على نقل الحرارة. ويمكن اعتبار عملية الحمل مزيجًا من الحمل الحراري والتركيبي. كذلك، تعد طبقة الدثار المسؤولة عن التحكم في المعدل الذي عنده يتم استخراج الحرارة من النواة. وتضم مصادر الحرارة طاقة الجاذبية الناتجة عن الضغط الحادث في منطقة النواة، وطاقة الجاذبية المتولدة نتيجة رفض العناصر الخفيفة (قد تكون تلك العناصر الكبريت أو الأكسجين أو السيليكون) عند حد النواة الداخلي، والحرارة الكامنة لعملية البلورة عند حد النواة الداخلي، والنشاط الإشعاعي لكلٍ من عناصر البوتاسيوم واليورانيوم والثوريوم.
في مطلع القرن الحادي والعشرين، لم تتضح النمذجة الرقمية للمغناطيسية الأرضية بنجاح، غير أنها كانت موجودة بالفعل. وتركز النماذج الأولية على توليد الحقل المغناطيسي بواسطة الحمل الحراري في النواة الخارجية السائلة للكوكب. ولقد كان من الممكن إظهار عملية توليد الحقل المغناطيسي القوي الشبيه بالأرض عندما يظهر النموذج درجة حرارة موحدة لسطح النواة، فضلًا عن اللزوجة الشديدة بشكل استثنائي للسائل الموجود بالنواة. ولقد كشفت العمليات الحسابية، التي تم بموجبها إدراج قيم المعلمات الأكثر واقعية عن حقول مغناطيسية أقل شبهًا بالأرض، ولكنها دلتنا على الطريق الذي يمكن من خلاله إجراء تحسينات على النماذج، والتي قد تؤدي في نهاية المطاف إلى إنشاء نموذج تحليلي دقيق. كذلك، تؤدي الاختلافات الطفيفة في درجة حرارة سطح النواة، في نطاق القليل من وحدات الميلي كيفن، إلى زيادات كبيرة في تدفق الحمل الحراري؛ وبالتالي تولد حقول مغناطيسية أكثر واقعية.